# タンジェロ
タンジェロ (tangelo, C. reticulata × C. maxima or C. × paradisi) は、タンジェリンとポメロまたはグレープフルーツが交雑した柑橘類で、タンゼロ類のひとつである。ハニーベル (honeybell) としても知られる。大人の握り拳ほどの大きさで、タンジェリンの味だが、果汁を非常に多く含む。そのままではあまり食べられず、ジュースに加工することが多い。皮は緩く、オレンジよりも剥きやすい。果実の上部にこぶがあることで、オレンジと容易に見分けられる。

## 種類

### オーランドタンジェロ
オーランドタンジェロ (Orlando tangelo) は、Duncan grapefruitとDancy tangerineの交雑種である。オーランドタンジェロは早熟であり、果肉はみずみずしく、マイルドで甘い香りや平たく大きい形が特徴である。カリフォルニア州やアリゾナ州のタンジェロは、ややごつごつしていて、中身も外皮の色も上質である。種子は非常に少なく、果皮は固い。11月中旬から2月初め頃に収穫される。アメリカ合衆国農務省のウォルター・テニソン・スウィングルが1911年に作出したと記録され、当初はLake tangeloという名前で知られていた。この品種の木は大きくなり、カップのような葉の形が特徴である。また、寒さに対して耐性があるのも特徴である。

### ミネオラ
ミネオラ (Minneola) は、Duncan grapefruitとDancy tangerineの交雑種で、1931年にオーランドにあるアメリカ合衆国農務省のHorticultural Research Stationで開発された。名前はフロリダ州ミネオラにちなんでいる。茎の先にベルの形の果実がつくのが特徴であり、贈答用としてはハニーベル (Honeybell) と呼ばれる。果実は、外周9-9.5インチとかなり大きく、成熟した果皮の色は明るい赤みがかった橙色である。果皮は比較的薄く、簡単に剥ける。自家受粉はあまり行われず、花粉源となる Temple tangor、Sunburst tangerine、Fallglo tangerine等と一緒に植えることで収穫量が増える。また、隔年で収穫量が多くなる。12月から2月頃に収穫され、1月がピークとなる。

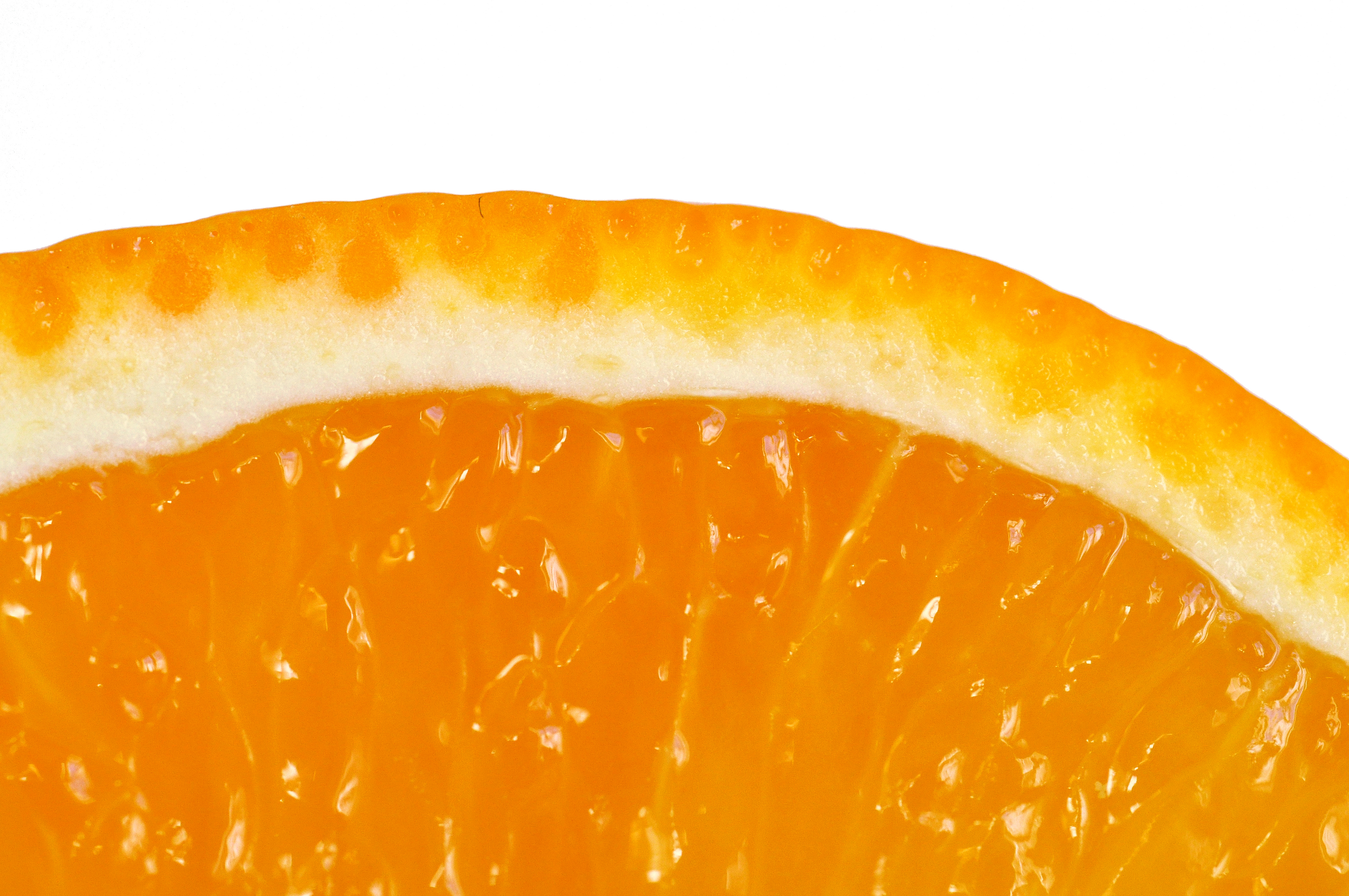
ミネオラの断面図

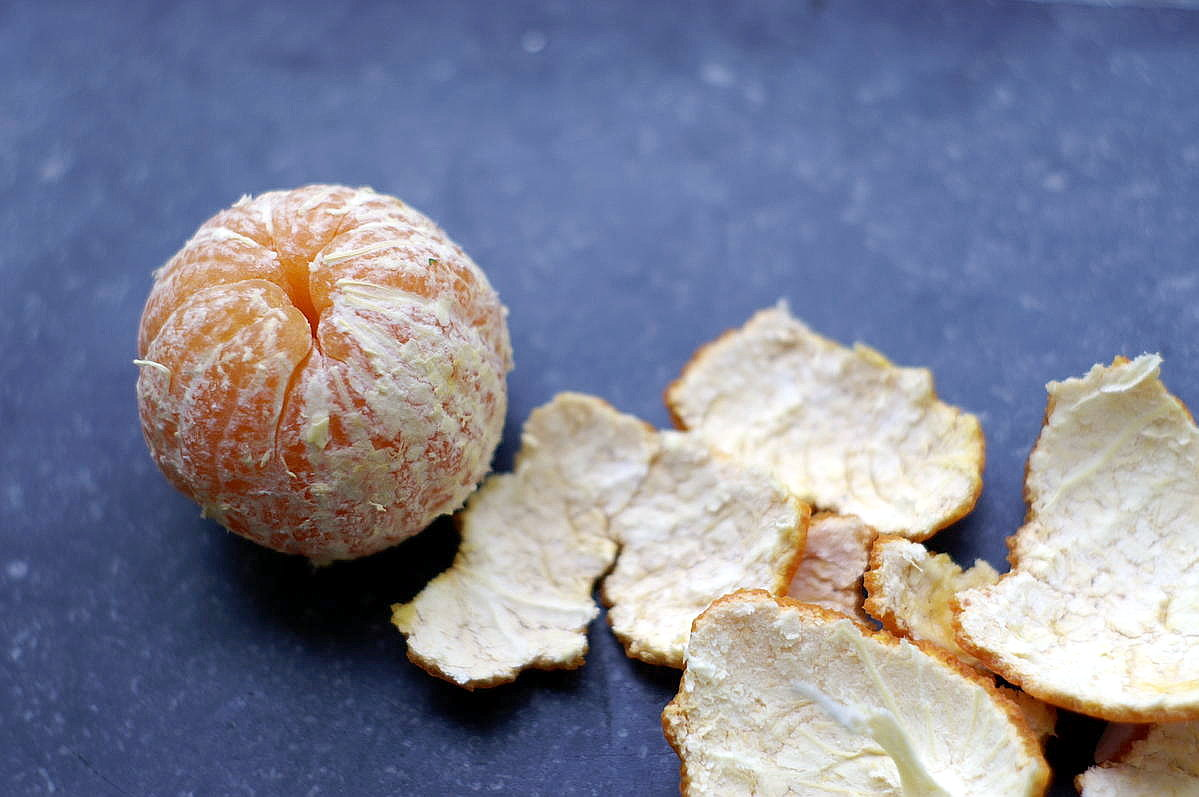
ミネオラ

## 薬との相互作用
グレープフルーツとは異なり、スタチンと相互作用することはないという研究結果がある。タンジェロにはフラノクマリンがほとんど含まれていないため、いくつかの反応は一時的である。